# Geoportal
Geoportal – portal internetowy zapewniający dostęp do usług danych przestrzennych, tj. do usług dotyczących danych przestrzennych i będących operacjami, które mogą być wykonywane przy użyciu oprogramowania komputerowego na nich zawartych w zbiorach danych przestrzennych lub na powiązanych z nimi metadanych.
Geoportale umożliwiają w szczególności korzystanie z usług wyszukiwania, przeglądania, pobierania i przekształcania danych przestrzennych. Spełniają one istotną rolę w infrastrukturach danych przestrzennych (infrastrukturach informacji przestrzennej).